# رفقة المباركي
رفقة المباركي قاضية تونسية تشغل منصب رئيسة اتحاد القضاة الإداريين منذ 4 أفريل 2012 خلفا للقاضي وليد الهلالي.

## مسيرتها
في 4 أفريل 2012، اسفرت أشغال المؤتمر الانتخابي الخامس لاتحاد القضاة الإداريين عن إنتخاب رفقة المباركي خلفا للقاضي وليد الهلالي.
في 12 فيفري 2022، إعتبرت رفقة أنّ مرسوم قيس سعيد الخاص بحل المجلس الأعلى للقضاء يعدّ انقلابا على السلطة القضائية. ونفذ القضاة الإداريون في تونس، إضرابا عن العمل ليوم واحد، احتجاجا المرسوم. وعبّرت رفقة المباركي، عن رفض اتحاد القضاة الإداريين القاطع لتوجّه قيس سعيّد، إلى إصلاح القضاء بطريقة أحادية، دون تشريك الهياكل القضائية.